# COROT-9b
COROT-9b는 항성 COROT-9를 도는 외계 행성으로 지구로부터 뱀자리 방향으로 약 1,500 광년 떨어져 있다. COROT-9b의 1 공전주기는 약 95일로 항성과 떨어진 거리는 약 0.36 천문단위이다. 이는 통과법으로 발견된 행성들 중 어머니 항성과의 거리가 가장 멀리 떨어진 사례이다(2010년 3월). 이 행성이 모항성을 가리는 길이는 총 8시간 정도이다. 거리로 볼 때 행성 표면 온도는 250 ~ 430K 수준으로 생각된다.

## 발견

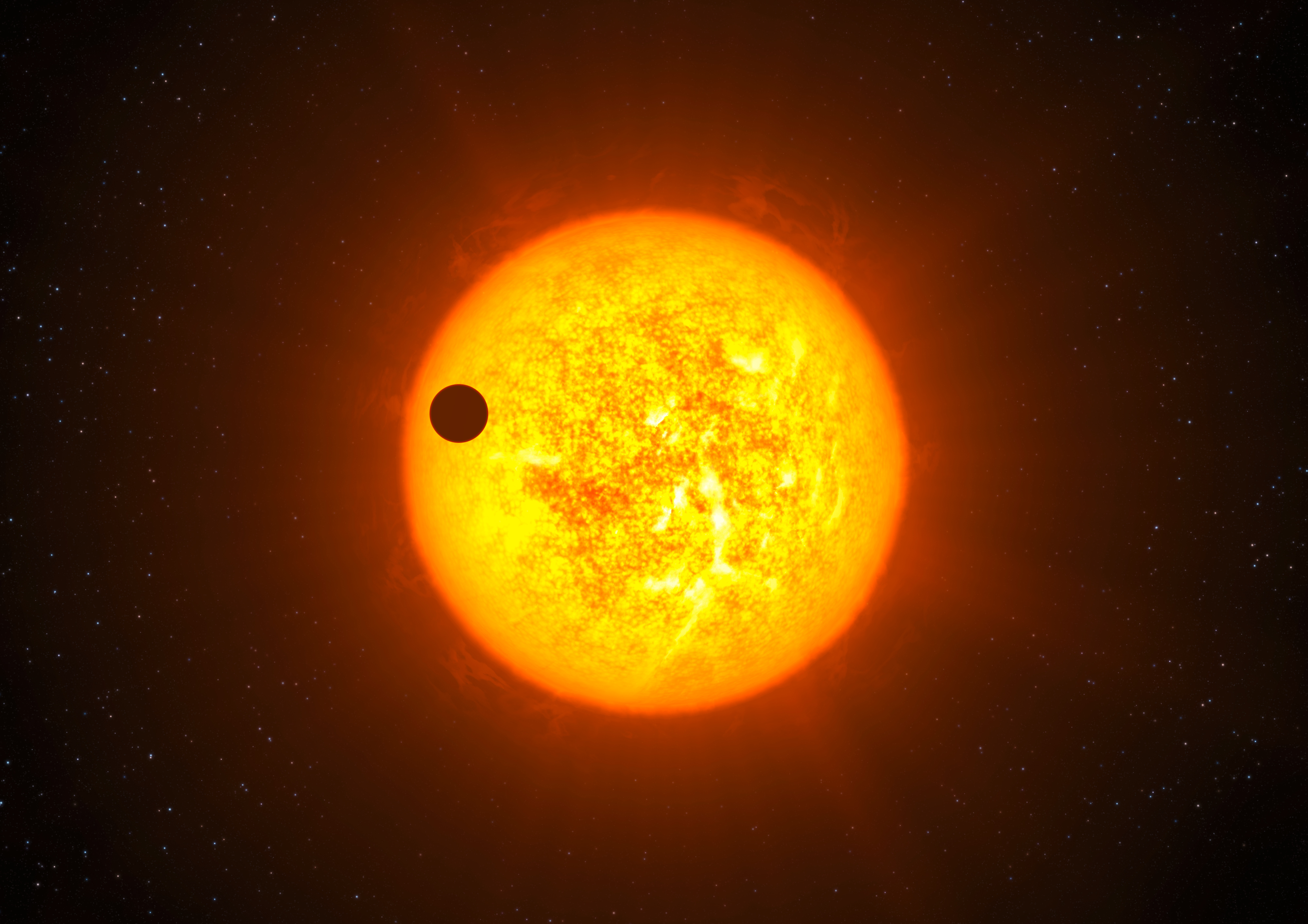
Corot-9b가 어머니 항성 앞을 가리는 모습을 상상한 그림. b의 존재는 CoRoT 위성과 유럽 우주국 HARPS 관측기구의 자료를 종합하여 밝혀낸 것이며, b는 매우 자세히 연구된 최초의 평범한 외계 행성이다. b의 덩치는 목성보다 약간 크며 항성으로부터는 태양~수성 거리 정도 떨어져 있다.

COROT 위성이 극궤도상에서 COROT-9b를 최초로 발견하였다. COROT는 행성이 항성을 통과하면서 별빛이 약간 약해지는 것을 감지했다. 2008년 최초로 빛 감소 현상을 발견한 뒤 지속적으로 이 별을 관측, 2010년 공식적으로 행성이 존재함을 발표했다.

## 물리적 특징
HARPS 관측에 따르면 COROT-9b의 질량은 0.84 MJ이며 통과시 모항성의 광도곡선에 따르면 반지름은 목성의 1.05배이다. 여기서 b의 밀도는 물의 96퍼센트 수준이며 표면 중력은 지구의 1.93배임을 알 수 있다.
b는 통과법으로 발견된 행성들 중 가장 지구와 표면 온도가 비슷한 가스 행성이기 때문에 천문학자들은 온화한 가스 행성의 대기가 어떻게 이루어져 있는지(구체적으로 상층 대기 구름은 무엇으로 이루어져 있으며, 대기 성분은 어떻고, 행성 표면의 온도는 지역에 따라 어떻게 형성되어 있는지, 내부는 어떤 물질로 이루어져 있을지 등)를 알 수 있을 것으로 기대하고 있다. 아마 이 행성의 상층 대기는 대부분이 수소와 헬륨으로 이루어져 있고, 여기에 지구 질량 20배 수준의 다른 물질들(고온 고압 상태에서 존재하는 물과 암석 물질 등)이 섞여 있을 것이다.

## 같이 보기
- 외계 행성의 겉모습: COROT-9b는 이 문서에서 물의 구름형 ~ 가스체형으로 분류할 수 있다.